# Contea di Lincoln (Washington)
La contea di Lincoln (in inglese Lincoln County) è una contea dello Stato di Washington, negli Stati Uniti. La popolazione al censimento del 2000 era di 10 184 abitanti. Il capoluogo di contea è Davenport.

## Geografia
La contea si trova nel centro-est dello Stato. Si colloca nel nord della regione Palouse e nel Bacino del Columbia, il territorio include prevalentemente colline fertili, channeled scablands e canyon. La zona settentrionale appartiene alla Riserva Spokane.

### Contee confinanti
- Contea di Ferry - nord
- Contea di Stevens - nord
- Contea di Spokane - est
- Contea di Whitman - sud-est
- Contea di Adams - sud
- Contea di Grant - ovest
- Contea di Okanogan - nord-ovest

## Storia
La contea fu creata nel 1883 da parte della contea di Spokane. Fu chimamata così in onore del presidente Lincoln.

## Comuni

### Cities
- Davenport (capoluogo)
- Harrington
- Sprague

### Towns
- Almira
- Creston
- Odessa
- Reardan
- Wilbur